# Bury Mount

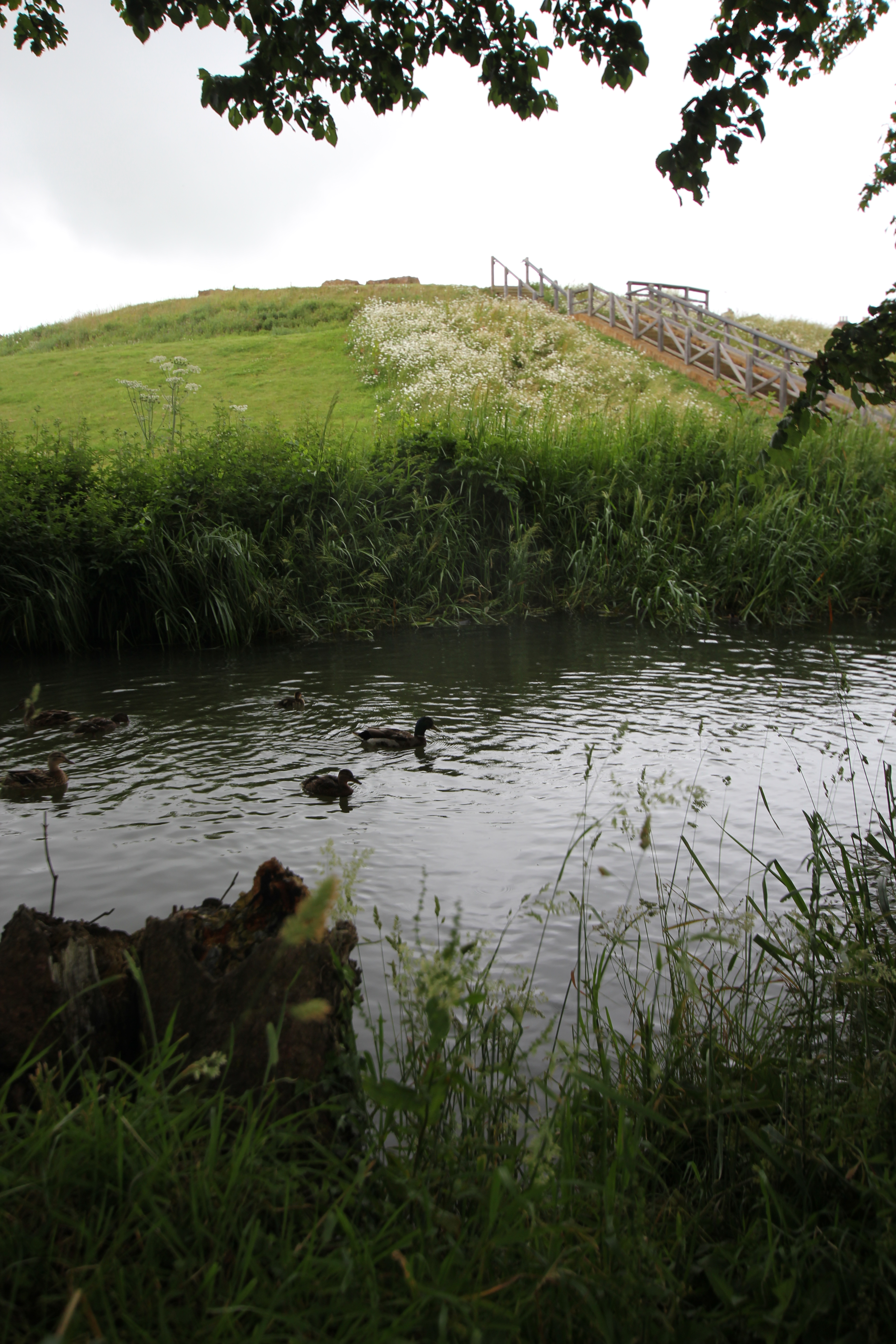
Bury Mount im Juli 2012 nach der Restaurierung. Im Vordergrund der Mill Stream, der vom River Tove gespeist wird.

Bury Mount ist eine Burgruine in Towcester in der englischen Grafschaft Northamptonshire. Von der normannischen Motte aus dem 12. Jahrhundert sind heute nur noch Reste der Erdwerke erhalten, die als Scheduled Monument geschützt sind.

## Lage
Die Motte liegt an der Moat Lane in Towcester, die auf einem Teil der Route der alten, römischen Watling Street von Dover über London nach Wroxeter verlief. Sie ähnelt anderen Motten in der Gegend, z. B. denen in Northampton, Buckingham, Little Houghton oder Newport Pagnell. Sie wurden an strategisch günstigen Stellen zur Überwachung wichtiger Transportrouten und Flussübergänge angeordnet. Von der Motte von Bury Mount aus überwachte man die Kreuzung der Watling Street mit der Fernstraße von Southampton nach Stamford, die über Winchester, Oxford, Brackley und Northampton führte. Die Überreste der Motte liegen in der Nähe der Stadthalle von Towcester und der Kirche St Leonard, östlich des Marktplatzes.

## Aufbau
Die Motte bestand aus einer kleinen Vorburg und einem hohen Burghügel, die von einem großen Burggraben umgeben waren. Der Burghügel hatte nicht die übliche, konische Form eines Mounds. 

## Geschichte
Der vermutliche Bauzeitraum fiel in die Zeit der Anarchie (1135–1152), als England zwischen den Unterstützern von König Stephan und denen von Kaiserin Matilda aufgeteilt war. Etwa um diese Zeit fiel die Grundherrschaft von Towcester von der Krone an die Familie St Hilary. Die Burg diente wohl als Zeichen ihrer Macht, als Wohnung für den Verwalter oder Greven des Grundherrn, als Stützpunkt für Fußtruppen und Kavallerie, die in Kriegszeiten benötigt wurden, und als Lagerstatt für den Grundherrn und sein Gefolge auf Reisen. Die Burg wurde vom großen Burghügel mit seinem Turm dominiert, der sowohl als Festung als auch als Wachturm diente.
Urkunden zeigen, dass es im 15. Jahrhundert ein Tor an der Kreuzung der beiden Wege in die Vorburg gab. Dort befanden sich die Wohnräume für den Konstabler der Burg und die kleine permanente Garnison, getrennte Küchen, ein Brauhaus, Scheunen und Lager für Nahrungsmittel und Ausrüstung, Stallungen, Toiletten und der Brunnen. Der Platz war wohl dicht bebaut und unter der vollen Garnison sehr belebt.
Üblicherweise waren Burghügel aus Erde an ihrer Spitze mit Palisadenzäunen bestückt und den Zugang vermittelte eine Zugbrücke oder Leiter. Im gut verteidigten, oberen Teil des Burghügels gab es einen hohen, hölzernen Turm. Die wenigen Ausgrabungen an alten Motten zeigten bereits, dass diese in der Form stark voneinander abwichen. Möglicherweise folgte Bury Mount nicht der Standardform. 1392 wurde sie als Turm auf einem Mound innerhalb eines Burggrabens beschrieben. Dies weist darauf hin, dass es sich um einen steinernen Turm gehandelt haben könnte, da hölzerne Türme in dieser Zeit unüblich waren. Kurz vor 1824, möglicherweise als der Südwestteil des Burghügels abgegraben wurde, um einen Bauernhof zu bauen, fand man “einen unterirdischen Gang, etwa 150 Yards lang”. Diese beiden Dokumente legen den Schluss nahe, dass die Motte von gleicher Art war wie die, die in den 1960er-Jahren in South Mimms in Hertfordshire ausgegraben wurde. Obwohl die Motte von South Mimms wie ein typisches Erdwerk einer Burg aussah, entdeckte man, dass „der Turm auf den Burghügel gesetzt war und der Eingang in die Burg über einen Tunnel durch den Burghügel in den Turm führte.“ Der größte Teil des Burghügels in South Mimms war verkleidet, sodass man wenig davon sah. Diese Burg wurde vermutlich um 1141 für den Earl of Essex gebaut. Wenn die Motte von Towcester in der gleichen Form aufgebaut ist, wäre es ein seltenes, bis heute erhaltenes Stück.
1392, als die Burg Reginald Grey, 3. Baron Grey de Ruthin gehörte, wurde eine Urkunde über die Grundherrschaft Towcester erstellt. Auf dem Burggelände war die Halle des Grundherrn in Nord-Süd-Richtung angeordnet. Dort wohnten der Verwalter und wichtige Gäste und dort wurden auch die grundrechtlichen Prozesse abgehalten. Schlafkammern befanden sich an beiden Enden. Die südliche Kammer, die zum Tor hin zeigte, war wohl die Paradekammer im 1. Obergeschoss – üblicherweise „Solar“ genannt –, die, wie der Rittersaal, mit Schiefer gedeckt war. Die andere Kammer war mit Stroh gedeckt, was nahelegt, das dies die Wohnung des Verwalters war. Anschließend befanden sich separate Küchen, an die die Stallungen angebaut waren. Beide waren mit Stroh gedeckt. Es gab zwei große Scheunen, die sich „weiter weg“ befanden und ein Ochsenhaus mit Stall und Remise unter einem Dach, ein Taubenhaus und ein Gehege für 200 Schafe.
Ende des 15. Jahrhunderts scheinen die Burg aufgegeben und ein neues Herrenhaus in der Park Street in Towcester gebaut worden zu sein. Ein Teil dieses Gebäudes ist bis heute erhalten und wird Mint House genannt.
Im Winter 1643/1644 wurde Towcester zum Winterquartier der royalistischen Kavallerie unter Prinz Ruprecht. Die Stadt wurde befestigt und Bury Mount diente als Plattform für zwei Kanonen. Letztere wurde vermutlich geschleift, als die Royalisten im Frühjahr 1644 wieder abzogen. Seither diente Bury Mount als Obstgarten und dann als Bauerngarten für den Bauernhof am Fuß des Mounds. Die Bauernhöfe wurden später abgerissen.

## Restaurierung

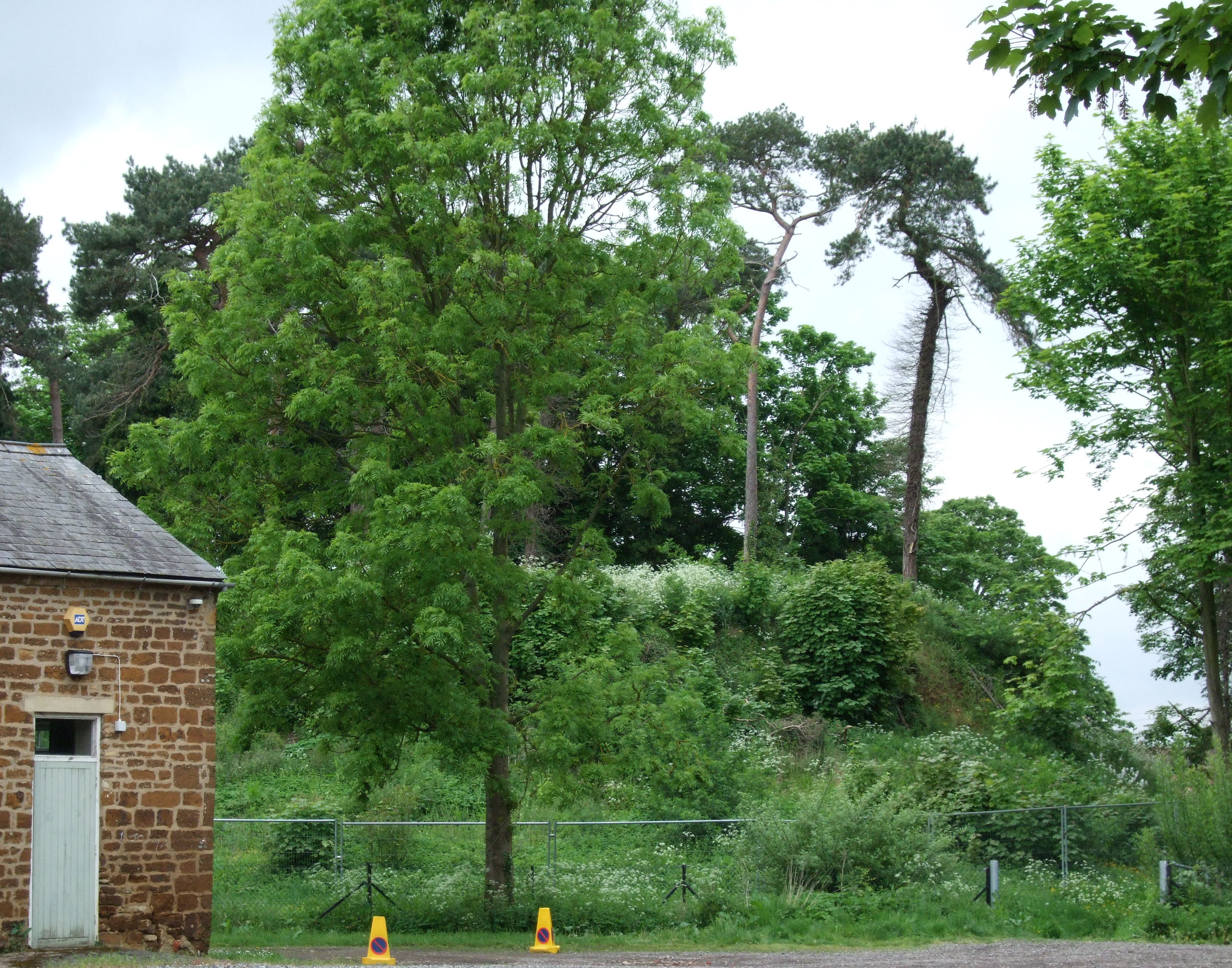
Bury Mount vor der Restaurierung (Mai 2005)

Die Überreste der Motte wurden 2008 restauriert. Es wurden ein Zugangsweg angelegt, die Büsche abgeholzt, ein Park um den River Tove und den Mill Stream (Mühlbach) angelegt und Informationstafeln aufgestellt. In den Jahren 2013 bis 2015 führte das South Northamptonshire Council das Moat Lane Regeneration Scheme um den Bury Mount durch. Ein Forum wurde neu errichtet, in das Anfang 2015 die Gebietsverwaltung einzog. Dazu kamen Wohnhäuser und kleine Ladengeschäfte. Auch wurden historische Gebäude in der Gegend und leere Bauernhöfe in der Moat Lane restauriert.